# Bremse

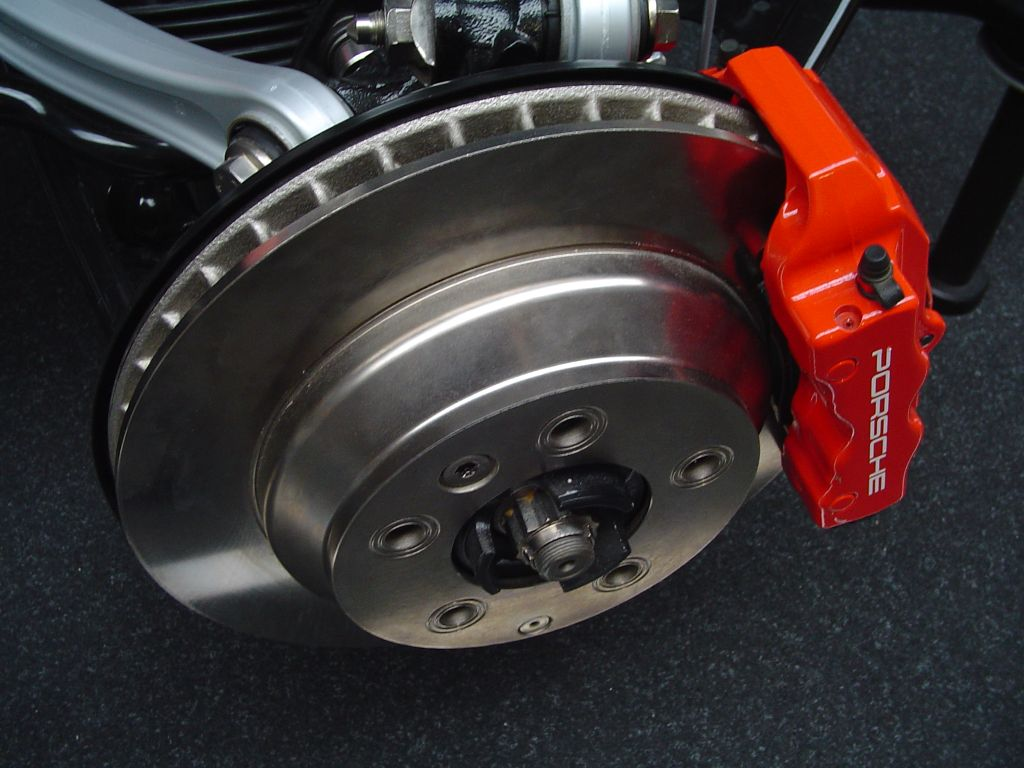
Zweiseitig wirkende Scheiben-Bremse an einem Pkw, verbesserte Wärmeabfuhr durch Hohlflächen (innenbelüftet)

Bremsen dienen zur Verringerung bzw. Begrenzung der Geschwindigkeit von bewegten Maschinenteilen oder Fahrzeugen. Sie funktionieren meistens durch die Umwandlung der zugeführten Bewegungsenergie über Reibung in Wärmeenergie, die verloren geht (Erwärmung der Umgebungsluft). Bei der weniger häufig vorhandenen Nutzbremse wird die Bewegungsenergie in anderweitig benutzte, meistens elektrische Energie umgewandelt. Die Bremse kann als kraftschlüssige Kupplung (Reibkupplung) aufgefasst werden, bei der sich eines der beiden miteinander gekuppelten Bauteile nicht bewegt. Fahrzeuge im Sinne der StVZO müssen in Deutschland ein Zweikreisbremssystem, also zwei voneinander unabhängig funktionierende Bremsen besitzen.
Die in Fahrzeugen weitaus am häufigsten verwendeten Bremsenarten sind die Trommelbremse und die Scheibenbremse. Die älteste, nicht mehr oft angewendete Art ist die Klotzbremse. Meist wird eine Bremse zur Verringerung der Umdrehungsgeschwindigkeit von rotierenden Teilen, weniger oft bei linear bewegten Teilen verwendet. 
Bremsen werden auch nach der Art ihrer Betätigung (Kraftübertragung) unterteilt: Hebelbremse, Seilzugbremse, Druckluftbremse und Hydraulikbremse.
Eine besondere Bremse ist die Feststellbremse, mit deren Hilfe die Bewegung von Maschinenteilen oder Fahrzeugen zeitweise blockiert wird.

## Bremsleistung
Die Bremsleistung ist von der Bremskraft und der Augenblicksgeschwindigkeit abhängig. 
{\displaystyle P_{\text{B}}=F_{\text{B}}\cdot v}
mit
{\displaystyle P_{\text{B}}:} Bremsleistung in Watt
{\displaystyle F_{\text{B}}:} tangentiale Bremskraft am Reibkörper der Bremse in Newton
{\displaystyle v:} Geschwindigkeit zwischen den Reibkörpern in {\displaystyle {\tfrac {\text{Meter}}{\text{Sekunde}}}}
Physikalisch wird mit einer Bremse die kinetische Energie ({\displaystyle \Delta Q}) einer sich um die Geschwindigkeitsdifferenz ({\displaystyle \Delta v=v_{2}-v_{1}}) abgebremsten (oder verzögerten) physikalischen Masse ({\displaystyle m}) in Wärmeenergie umgewandelt. Zu beachten ist, dass die Geschwindigkeit quadratisch in die Berechnung eingeht:
{\displaystyle \Delta Q={\frac {1}{2}}\cdot m\cdot (v_{2}^{2}-v_{1}^{2})}
Infolge der spezifischen Wärmekapazität entsteht Wärmebindung. Kühlend wirkt die Wärmestrahlung nach dem Stefan-Boltzmann-Gesetz, die Wärmekonvektion durch Fahrtwind oder Gebläse mit veränderlichem Wärmeübergangskoeffizienten und der Wärmeleitung durch die Verbindungselemente (Konduktion).
Eine Beispielrechnung zu Erwärmung einer Scheibenbremse enthält der Hauptartikel Bremsscheibe.

## Mechanische Bremsen

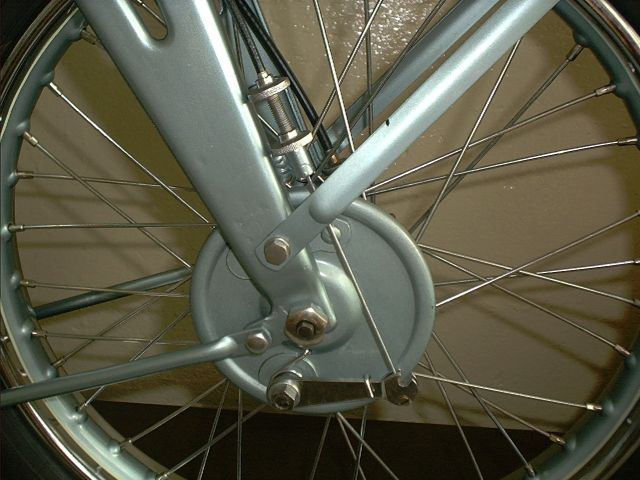
Vorderradtrommelbremse eines Motorrades

Alle mechanischen Bremsen sind Schleifbremsen und beruhen darauf, eine Bewegung durch Reibung zwischen einem festen und dem bewegten Körper abzubauen.

### Kratzbremse
Seit den frühesten Tagen ist das Prinzip der Kratzbremse bekannt. Ein Hebel ist so an einem Fahrzeug befestigt oder eingeklemmt, dass das (möglichst) kürzere Stück zum Boden und das längere Stück zum Bediener zeigt. Durch Anziehen des Bremshebels wird das kurze untere Ende über Hebelwirkung in den Untergrund gedrückt und bremst so das Fahrzeug ab. Diese Technik war lange Zeit verbreitet und kommt auch heute noch zur Anwendung, z. B. bei Schlitten, Sportgeräten oder Kinderfahrzeugen.

### Hemmschuh
Der Hemmschuh stellt eine primitive Form der Klotzbremse dar.

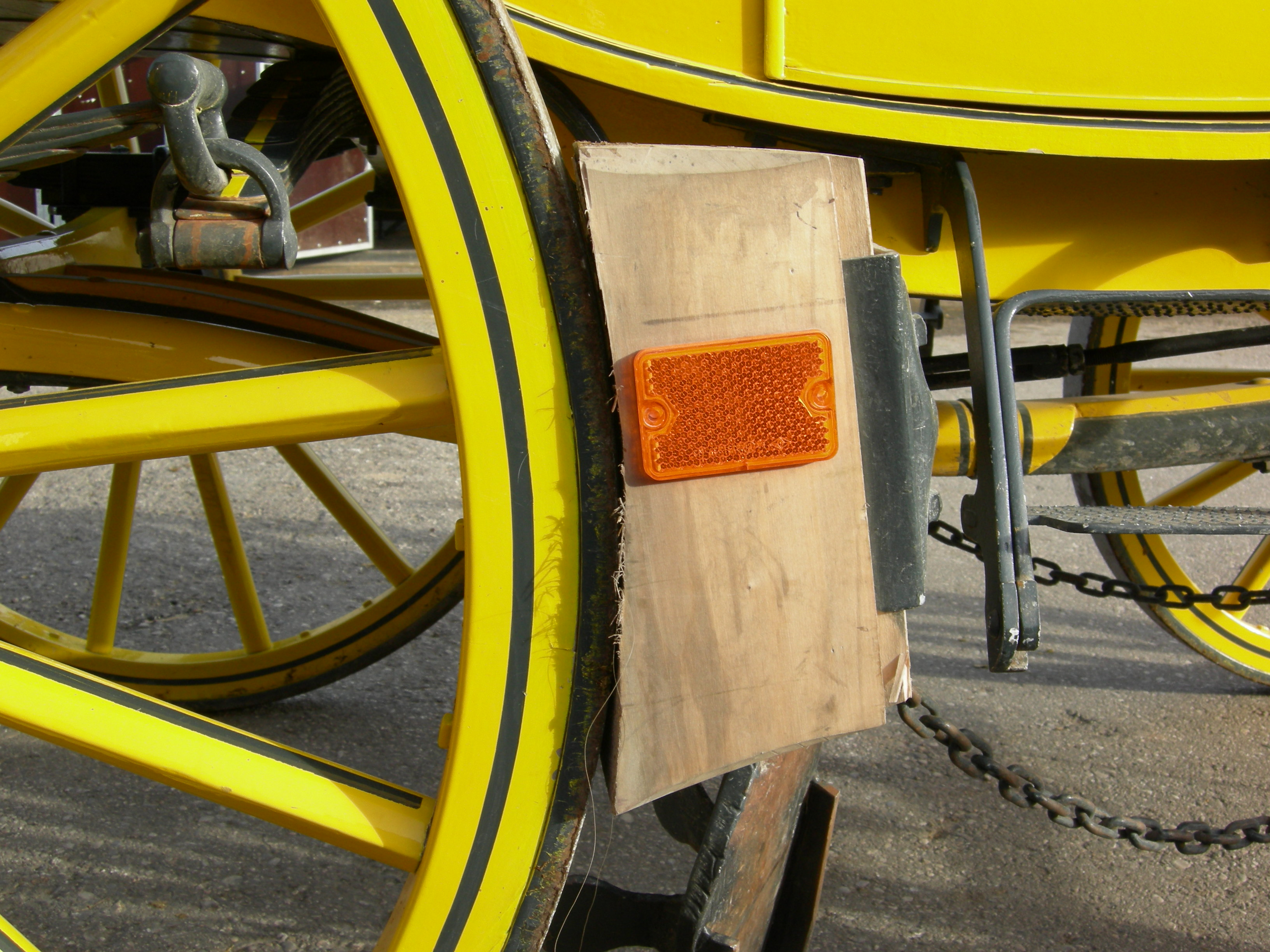
Klotzbremse mit neuem Bremsklotz an einer historischen Postkutsche

### Klotzbremse
Die überwiegende Anzahl aller im 19. Jahrhundert verwendeten Bremsen bei Landfahrzeugen lässt sich dem Prinzip der Klotzbremse zuordnen. Spindelbremsen an historischen Kutschen haben beispielsweise Bremsklötze aus Lindenholz.

#### Backenbremse
Die Backenbremse ist eine mechanische Bremse, bei der ein drehender Zylinder von außen durch angedrückte Bremsbeläge gebremst wird.

#### Trommelbremse
Die Trommelbremse verfügt über ein zylinderförmiges umlaufendes Gehäuse (Trommel), an das beim Bremsen innen oder außen liegende, feststehende Bremsbacken gepresst werden. Die Betätigung der Bremsbacken erfolgt meist über einen Hydraulikzylinder innerhalb der Trommel oder über sich drehende Exzenterbolzen von außen. Je nach Konstruktion werden weitere Bauformen unterschieden.

#### Scheibenbremse
Die Scheibenbremse weist eine auf der Welle mitlaufende Bremsscheibe auf, an die die Bremsbeläge beidseitig gepresst werden. Solche Bremsen findet man heute bei allen gängigen Fahrzeugen wie Pkw, LKW, Motorrädern, Fahrrädern und auch an Zügen.
U. a. in Bremsmotoren sorgen Elektromagnete, die eine federbelastete Bremsscheibe aus weichmagnetischem Eisen anziehen, für das Lösen der Bremse. Bei manchen Bremsmotoren wird das magnetische Feld des Motors selbst zum Lösen der Bremse verwendet oder die Gleichspannung für das Lösen der Bremse wird mit einem Gleichrichter aus der Betriebsspannung gewonnen.

##### Ölbadbremse

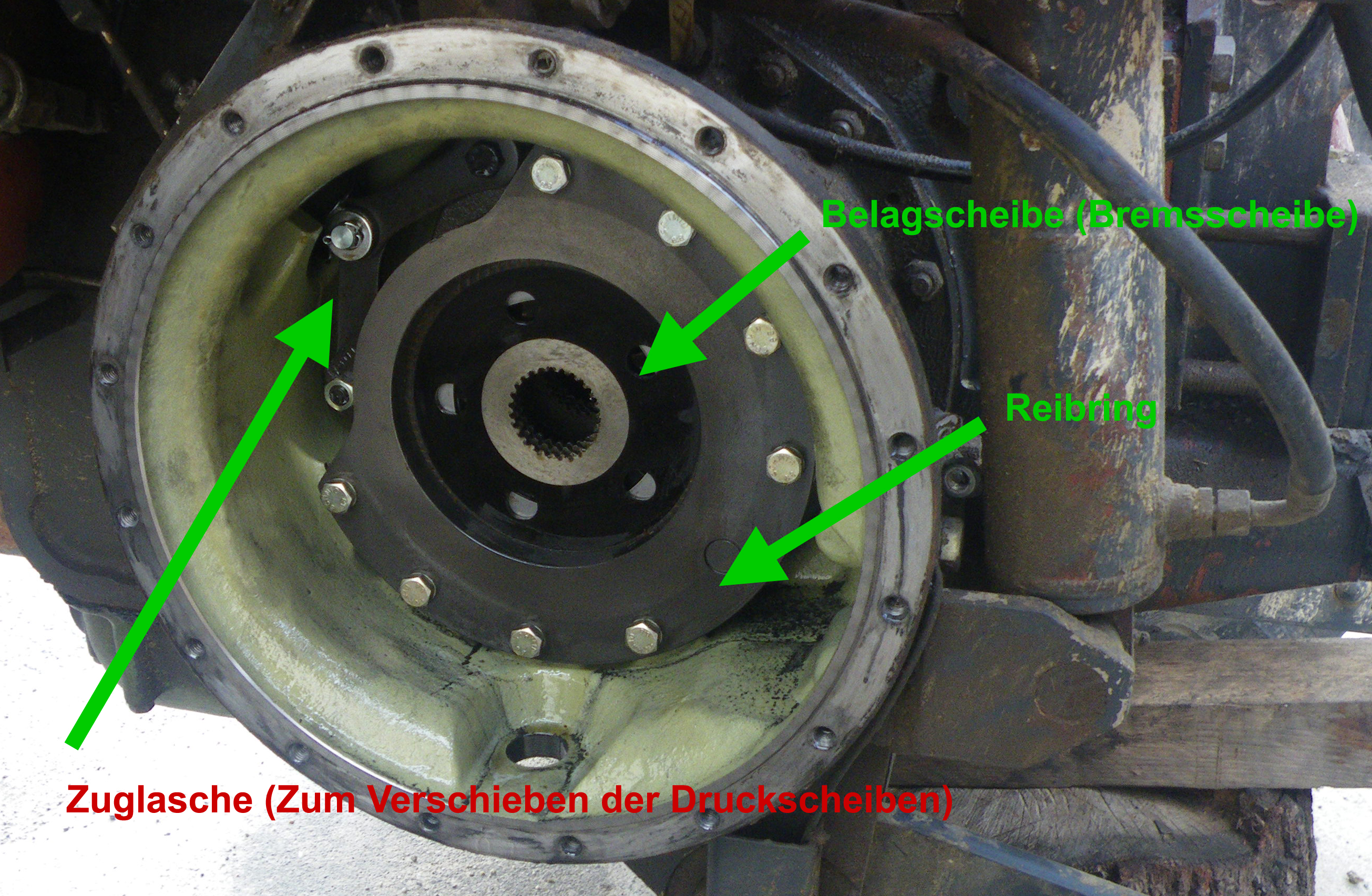
Nasse Bremse (Hinterachse Steyr 8165)

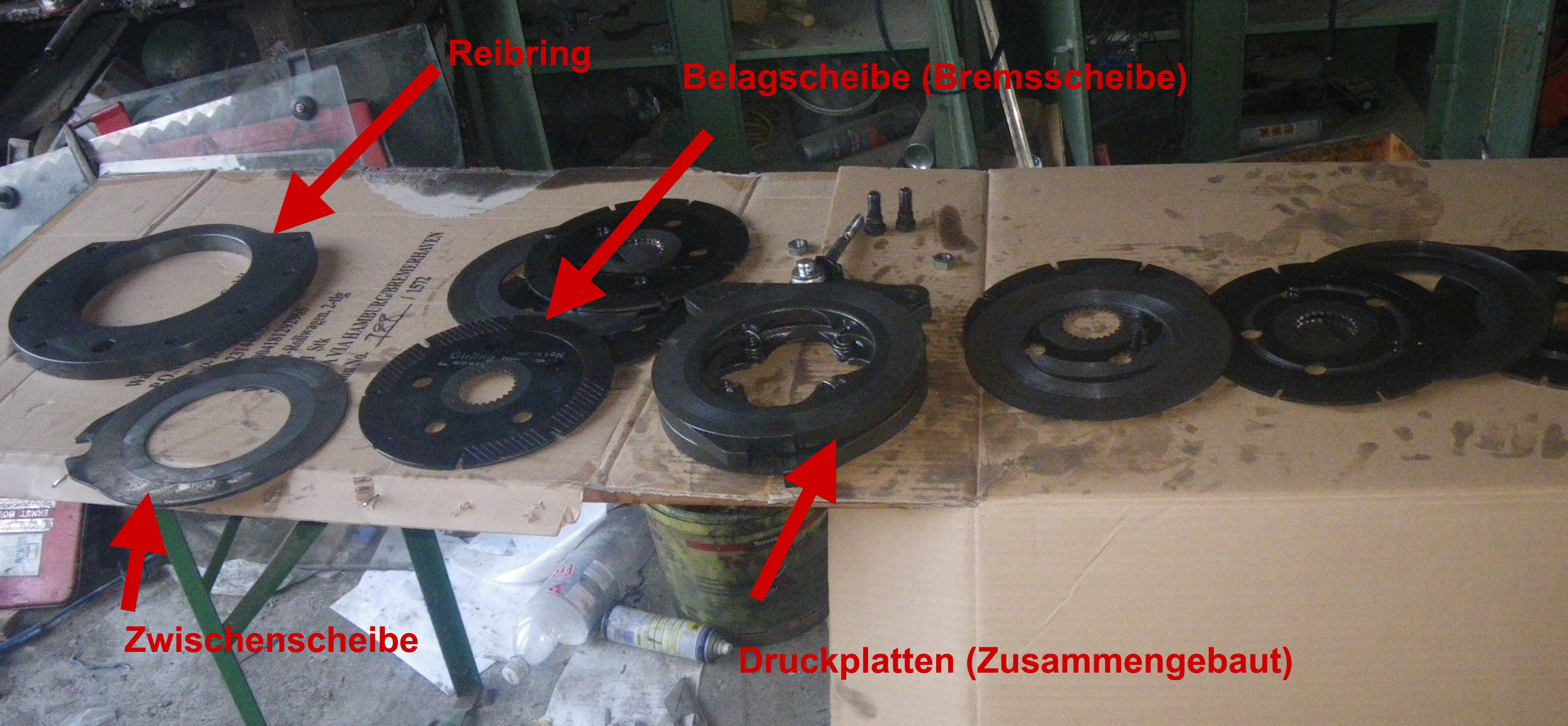
Nasse Bremse zerlegt (Steyr 8165)

Eine Unterkategorie der Scheibenbremse ist die Ölbadbremse (Oft auch als „Nasse Bremse“ bezeichnet). Hier rotiert eine (oder mehrere durch Zwischenscheiben getrennte) Bremsscheibe(n) in einem Ölbad, welche durch Reibung mit der Druckplatte, Reibring(außen) sowie die Zwischenscheiben abgebremst werden. Das Anpressen erfolgt durch eine Druckplatte, welche aus zwei Scheiben besteht. Zwischen den Platten sind Kugeln in länglichen, flacher werdenden Vertiefungen angebracht. Durch das Verdrehen der beiden Scheiben zueinander, welche sich dadurch auf einander zu oder weg bewegen, wird die Anpresskraft auf die Bremsbelag- und Zwischenscheiben angepasst.
Das Öl dient zum Abtransport der Wärmeenergie. Vorteil dieses Systems ist, dass es temperaturstabil (kein Fading) und sehr verschleiß- und somit wartungsarm ist. Darüber hinaus bildet sich kein umweltbelastender Bremsstaub. Nachteilig sind die, im Falle einer Reparatur, meist hohen Kosten. Diese Art von Bremsen findet man teilweise in Traktoren und Quads.
Die Ölbadbremse ist artverwandt mit der Ölbadkupplung, welche häufig in Motorrädern eingesetzt wird.

#### Keilbremse
Bei der elektronisch geregelten Keilbremse (Bauform der Scheibenbremse) schiebt ein kleiner Elektromotor einen Bremsbelag mit keilförmigem Rückenprofil zwischen Bremsbacken und Bremsscheibe.
Bei der konventionellen Keilbremse (eingesetzt bei Pferdekutschen) rammt der Kutscher einen Keil zwischen Rad und Radkasten.

#### Magnetschienenbremse
Bei Magnetschienenbremsen wird ein Bremsklotz durch Magnetkraft auf die Schiene gepresst, auf der das Fahrzeug fährt. Eine Magnetschienenbremse (abgekürzt Mg) ist eine Bremse für Schienenfahrzeuge. Sie besteht aus eisernen Schleifschuhen mit eingebauten Elektromagneten. Bei Stromdurchfluss durch den Elektromagneten wird der Schleifschuh an die Schiene gezogen. Zwischen der Schiene und dem daraufgepressten und sich mit dem Fahrzeug vorwärtsbewegenden Schleifschuh entsteht Reibung, die die kinetische Energie der Bewegung in Wärme umwandelt (Dissipation), bis die Bewegungsenergie verbraucht ist oder die Bremse deaktiviert wird.
Zusätzlich tritt eine Wirbelstrominduktion in der Schiene auf, die eine der Bewegung entgegenwirkende Kraft erzeugt. Da die Reibungskräfte mit sinkender Geschwindigkeit zu- und die Wirbelstromkräfte abnehmen, wirkt die Bremse im Vergleich zu einer Radbremse mit metallenen Bremsklötzen im gesamten Bereich relativ gleichmäßig.

### Bandbremse
Die Bandbremse ist ebenfalls eine mechanische Bremse, bei der aber im Gegensatz zur Backenbremse ein Band um eine Trommel geschlungen wird.

### Fliehkraftbremse
Fliehkraftbremsen dienen in der Regel nicht direkt einer starken Verringerung der Umdrehungszahl, sondern der Begrenzung derselben. Sie funktionieren nach demselben Prinzip wie Fliehkraftkupplungen. Eine übliche Anwendung war die Begrenzung der Rückdrehgeschwindigkeit der Wählscheibe von Telefonen, dem sogenannten Nummernschalter.

### Gleisbremse
Gleisbremsen sind Rangiertechnik in Gleisen auf Rangierbahnhöfen, d. h. eingebaute Rangiertechnische Einrichtungen (RTE). Sie reduzieren die kinetische Energie des den Rangierberg herablaufenden Waggons. Es gibt Energieumwandlungen durch Stöße, Reibung und elektrodynamische Wirkprinzipien an den Radsätzen bzw. Puffern.
Die Arten werden nach Funktion und Wirkprinzip unterschieden.
- Funktion
  - Bergbremsen
  - Talbremsen
  - Richtungsgleisbremse
  - Gefälleausgleichbremse
  - Waggonhaltebremsen
  - versenkbarer und sich aufrichtender Prellbock

- Wirkprinzipien
  - Hydraulische Gleisbremsen
  - Pneumatische Gleisbremsen
  - Elektrodynamische Gleisbremsen
  - Bremsen durch auflegen von Hemmschuhen mit mechanischen Auswurf
  - Bremsen durch auflegen des Hemmschuhs

## Elektrische Bremsen
- Wirbelstrombremse – Sie nutzt den Wirbelstrom-Effekt. Bei ihr wird ein elektrisch leitfähiges Material (meist eine Metallscheibe) durch ein Magnetfeld bewegt. Dabei werden in dem Material elektrische Wirbelströme induziert. Diese erzeugen ihrerseits ein Magnetfeld, das dem erzeugenden Drehmoment entgegenwirkt. Die Scheibe wird dadurch abgebremst.
- Elektromotorische Bremse – der Antriebsmotor wird beim Abbremsen als Generator verwendet. Bei modernen Generatorbremsen wird die gewonnene Energie zurück in das Stromnetz (Schienenfahrzeuge und Oberleitungsbusse) beziehungsweise einen Energiespeicher (Elektroautos) gespeist. Dieser Vorgang wird auch Rekuperation genannt.
  - Widerstandsbremse – der vom Generator erzeugte Strom wird über elektrische Widerstände in Wärme umgewandelt.

## Magnetische Bremsen
- Der Magnetretarder bzw. die Wirbelstrombremse arbeiten nach dem Wirbelstrom-Prinzip – bei Einsatz von Dauermagneten ohne zusätzliche Hilfsenergie.
- Die Hysteresebremse nutzt die Wirkung eines Magneten oder Elektromagneten auf ein sich bewegendes, ferromagnetisches, hartmagnetisches Material. Der Energieverlust entsteht durch die wiederholte Ummagnetisierung des Materials. Im Gegensatz zur Wirbelstrombremse ist die erzeugte Kraft/das erzeugte Moment bei der Hysteresebremse nicht geschwindigkeits- bzw. drehzahlabhängig.
- Magnetpulverbremse – durch ein mit Hilfe einer Spule erzeugtes Magnetfeld wird ein ferromagnetisches Pulver verkettet bzw. versteift, wodurch eine bremsende Reibung entsteht.
- Asynchronmotoren können als Motorbremse verwendet werden, indem die Wicklungen von Gleichstrom durchflossen werden.[4][5]
- Die magnetorheologische Bremse beziehungsweise magnetorheologische Kupplung arbeitet mit einer magnetorheologischen Flüssigkeit[6]

## Strömungsbremsen, Fluidbremsen
- Ein Retarder nutzt die Viskosität einer Flüssigkeit (Öl), um die Drehbewegung einer Welle zu verlangsamen. Der Retarder arbeitet verschleißfrei und wird deswegen oft als Dauerbremse in Lkws oder Bussen eingesetzt. Bei letzteren auch, weil er in seiner Verzögerungsleistung nahezu stufenfrei, also ruckfrei geregelt werden kann.
- Bei Hochgeschwindigkeitsfahrzeugen, insbesondere der Luft- und Raumfahrt, werden Bremsschirme und Bremsklappen verwendet, um den Luftwiderstand zu erhöhen und die Geschwindigkeit zu verringern. Beim Mercedes-Benz SLR McLaren oder Bugatti Veyron 16.4 z. B. wird bei einer starken Verzögerung der Heckflügel um 65 Grad angestellt um durch einen Wirbel eine Erhöhung des Luftwiderstandes und so eine bessere Verzögerung und einen höheren Heckanpressdruck (und damit erhöhte Bremsleistung der Hinterräder) zu erreichen (siehe auch Luftbremse).
- Beispiel für eine Luftbremse ist auch der Windfang in Schlagwerken von Räderuhren.
- Wasserwirbelbremsen gehören zu den Leistungsbremsen für stationäre Prüfeinrichtungen, wie zum Beispiel Motorprüfstände. Sie dienen dem Abbremsen eines Prüflings (Verbrennungsmotor, Elektromotor oder anderer Antriebe).
- Schleppanker oder Schleppleinen verringern die Geschwindigkeit von Booten bzw. Schiffen in rauer See oder bei Notfällen

## Gegentrieb-Bremse
Bei bestimmten Bahnfahrzeugen (zum Beispiel Dampflokomotiven mit Riggenbach-Gegendruckbremse), Flugzeugen und Schiffen wird zum Bremsen der Antrieb in die Gegenrichtung geschaltet oder umgelenkt. Bei Luftfahrzeugen wird dies als Schubumkehr bezeichnet. Auch bei Booten und Schiffen wird das Prinzip der Schubumkehr zum Abbremsen benutzt.

## Bremsen nach Anwendung
- Auflaufbremse
- Automatische Bremse
- Bremse (Eisenbahn)
- Bremse (Kraftfahrzeug)
- Dauerbremse
- Fahrradbremse
- Feststellbremse
- Haltestellenbremse